# Roy Firestone
Roy Firestone, né le 8 décembre 1953 à Miami Beach en Floride, est un journaliste sportif américain et un commentateur de matchs de football américain et de basket-ball. Il est aussi producteur de télévision et acteur.

## Filmographie

### Producteur
- 1991 : Remember with Roy Firestone
- 1991 : Up Close Primetime (1 épisode)

### Acteur
- 1976 : Selling of Vince D'Angelo : le directeur commercial
- 1977 : The Greatest : le journaliste
- 1982 : The New Odd Couple : Doug Richards (1 épisode)
- 1983 : Likely Stories, Vol. 3 : le narrateur
- 1984 : Mike Hammer : le commentateur sportif (1 épisode)
- 1984 : Webster : Chuck (1 épisode)
- 1985 : Superminds : Keith (1 épisode)
- 1988 : Daffy Duck's Quackbusters : l'annonceur
- 1989 : Bugs Bunny's Wild World of Sports : le commentateur sportif
- 1992 : Coach : le narrateur (1 épisode)
- 1996 : Jerry Maguire de Cameron Crowe : lui-même
- 1996 : Arliss : lui-même (1 épisode)
- 1997 : The Mighty Ducks (film)
- 1997 : Les Simpson : lui-même (1 épisode : Fou de foot)
- 1997 : Clueless : lui-même (1 épisode)
- 1997 : Tout le monde aime Raymond : lui-même (1 épisode)
- 1997 : Arsenio : lui-même (1 épisode)
- 1997 : Le Monde de Dave : lui-même (1 épisode)
- 2002 : Juwanna Mann : lui-même
- 2004 : Oui, chérie ! : l'annonceur (1 épisode)
- 2007 : I See The Crowd Roar: The Story of William Dummy Hoy : le narrateur
- 2011 : King of the Underground : lui-même
- 2012 : LA Tonight with Roy Firestone (5 épisodes)

## Récompenses
- Sept Emmy Awards
- Sept CableACE Awards